# Lufimi
La Lufimi est une rivière de la république démocratique du Congo. Elle est coule principalement du sud vers le nord et se jette dans le fleuve Congo en aval Langa-Langa, où elle s’appelle aussi Black River.

## Géographie
Elle est traversée par la RN1 par un pont de 40 m remis en état en 2009-2010,.
La Lufimi prend source dans le Bas-Congo. Elle sépare et sert de frontière entre la ville-province de Kinshasa et le Kwango.

## Affluents depuis la source
- Idiondo
- Maluma
- Mangele
- Pwo
- Lombimi
- Vwe
- Mafu
- Mbali
- Luale
- Maï Ndombe